# Ioan James
Ioan James   (Croydon, 23 de maig de 1928 - 21 de febrer de 2025) va ser un matemàtic anglès.

## Biografia
James va néixer al barri londinenc de Croydon i va ser escolaritzat a la St. Paul's School de Londres. Després de graduar-se al Queen's College d'Oxford, va obtenir el doctorat el 1953 amb una tesi sobre topologia algebraica dirigida per Henry Whitehead. A continuació va fer estudis post-doctorals a les universitats de Princeton i Berkeley amb una beca Commonwealth. En retornar, va ser professor durant un curs al Gonville and Caius College de la universitat de Cambridge, fins que el 1957 va passar a ser professor de la universitat d'Oxford. A partir de 1969 i fins que es va retirar el 1995 va ocupar la Càtedra Saviliana de geometria.
El seu camp principal de recerca, seguint l'estela de Whitehead, va ser la topologia i, més concretament, la teoria de l'homotopia. També va ser l'editor de les obres escollides de Whitehead.
El 1990 va publicar un article de memòries i, després de retirar-se, va publicar una sèrie de llibres amb biografies de topólegs (1999), matemàtics (2002), de físics (2004), de biòlegs (2009) i d'enginyers (2010). El 2009 va decidir incloure una nova dimensió en la seva campanya de biografies científiques: els científics jueus. També va fer incursions en el camp de la psiquiatria amb un llibre sobre l'autisme (2003), en el qual defensava la compatibilitat del talent autista amb la música, l'art i la filosofia, i un altre sobre la ment dels matemàtics, escrit conjuntament amb el psiquiatra Michael Fitzgerald.